# Blockshot
Blockshot (engl.: Block beim Basketball) ist eine deutsche Band, die Anfang 2007 in Bonn gegründet wurde und die sich der Riot-Grrrl-Tradition verpflichtet fühlt. Seitdem gab es Touren in Europa, Südostasien und den USA sowie eine 7" und zwei Alben auf F-Spin Records.

## Geschichte
Kurz nach der Gründung spielte die Band ihr Debütkonzert zusammen mit der Band Partyline. Es folgten im Oktober desselben Jahres eine 16-tägige Europatournee und weitere Auftritte mit bekannten Bands wie Jenny Hoystons Paradise Island und Rhythm King and her Friends, sowie Einladungen zu Ladyfesten (Bonn, Köln, Düsseldorf, Liège, Aachen).
Im Jahr 2008, kurz vor der England- und Irlandtour der Band, stieg Schlagzeuger Axel aus. Die Band spielte die Tour dennoch, indem die aufgenommenen Schlagzeugspuren während dieser Konzerte digital abgespielt wurden. Im September 2009 stieg Nina ein, die in sehr kurzer Zeit das Set lernte, um die vom Goethe-Institut geförderte Asientour mitzubestreiten. Nach der von der Initiative Musik unterstützten Tour an der Westküste der USA trennte sich Nina von der Band. Blockshot wurden von Church of Girl zu Radio Stars ernannt.

## Diskografie
- 2007: Polyglamorous EP
- 2008: After the Beep
- 2012: Envision

Die Band veröffentlicht auf dem Label F-Spin Records.

## Texte
Textlich ist die Band dem queerfeministischen Spektrum zuzuordnen und beschäftigt sich mit Themen wie sexualisierter Gewalt, Konstruiertheit von Geschlecht, Biphobie und Selbstausbeutung. Generell bewegt sich die Band eher im linken Spektrum und befasst sich auch mit der Zerstörung des Planeten, den Nebenwirkungen des Kapitalismus, Posertum, Insensibilität der Medienberichterstattung, unverantwortungsvollem Umgang mit Daten sowie Erwartungshaltungen der Gesellschaft. Viele Texte sind aber auch ironisch, symbolisch und verspielt und manchmal auch einfach nur gefühlsbetont.

## Einflüsse
Wenn auch keine klaren Einflüsse genannt oder gehört werden können, wird die Band in Rezensionen oft mit Bikini Kill, Sleater-Kinney, Team Dresch, Hole, Babes in Toyland, Pixies, Fugazi und Sonic Youth in Verbindung gebracht.